# もじゃもじゃペーター

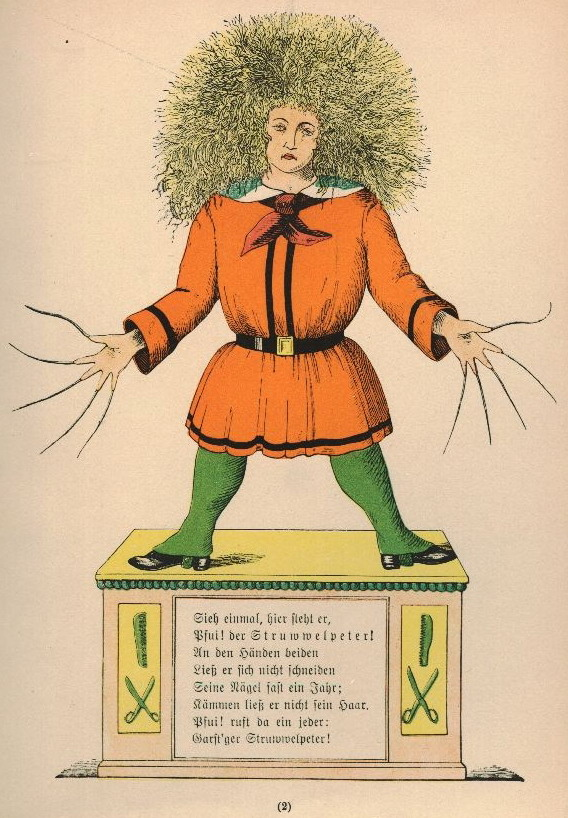
1917年の版による「もじゃもじゃペーター」の挿絵

『もじゃもじゃペーター』（ドイツ語: Der Struwwelpeter）は、1845年にハインリヒ・ホフマン (Heinrich Hoffmann)（1809年6月13日 - 1894年9月20日）により発表された、ドイツの子供向け絵本である。本書は韻を踏んだ文章による挿絵付きの10作の物語から構成され、そのほとんどは子供が主人公である。どの作品でも、不品行とその結果による悲劇の顛末が誇張された表現で描かれ、明確な教訓が示される。最初の物語の題名が本書全体の表題となっている。原題のStruwwel-Peterとは、ドイツ語で「もじゃもじゃ頭のペーター」の意味である。

## 経緯
1844年のクリスマスに、フランクフルトの精神科医ホフマンは、息子に絵本を買い与えようと考えていた。書店が薦めた絵本は彼に感銘を与えなかったため、彼は本の代わりにノートを一冊買い求め、彼自身の手で物語と挿絵を書き綴った。1845年にホフマンは友人らの勧めを受けて、この物語を『Lustige Geschichten und drollige Bilder mit 15 schön kolorierten Tafeln für Kinder von 3-6 Jahren（3歳から6歳児のための、15枚の美麗に彩色された滑稽な挿絵と愉快な物語）』の題で、匿名で出版した。1858年に第3版が出版されるまで、本書は『Struwwelpeter』の題では出版されなかった。
『もじゃもじゃペーター』は複数の言語に翻訳されている。最初の英訳は1848年に行われた。マーク・トゥエインによる本書の翻訳は、『Slovenly Peter（だらしないピーター）』と題されていた。
2006年に、ボブ・スタークの翻訳と挿絵による『もじゃもじゃペーター』の最初の完全なデジタルバージョンを、ファンタグラフィックス・ブックスが発行した。

## 物語
1. 「もじゃもじゃ頭のペーター」("Struwwelpeter") - 自分の髪を整えないため、みんなに嫌われている男の子の話。
2. 「残忍なフリードリヒの話」("Die Geschichte vom bösen Friederich") - 動物や人をいじめる乱暴な少年の話。最後にフリードリヒは犬に噛みつかれ、フリードリヒが寝込んでいる隙に彼のソーセージを犬が食べてしまう。
3. 「マッチによる悲惨な話」("Die gar traurige Geschichte mit dem Feuerzeug") - マッチで火遊びをして焼け死ぬ女の子の話。
4. 「真っ黒な男の子達の話」("Die Geschichte von den schwarzen Buben") - 黒人の男の子をからかっていた三人の男の子を、ニコラス（背の高い髭の人物であり、その正体は作中では示されていない）が捕まえる。彼らを思い知らせるために、ニコラスは三人の男の子を黒インクに浸し、黒人の男の子よりも真っ黒な肌に変えてしまう。
5. 「乱暴な狩人の話」("Die Geschichte von dem wilden Jäger") - 子供が主人公でない本書中唯一の話。本作では、野うさぎが狩人のライフル銃とメガネを盗み取り、狩人を狩り立てる。続いて起こる大騒ぎで、野うさぎの子供は熱いコーヒーでやけどをする。
6. 「指しゃぶり小僧の話」("Die Geschichte vom Daumenlutscher") - 母親は息子に親指をしゃぶらないようにと注意する。ところが母親が出かけた隙に、子供はまた親指をしゃぶり出す。すると仕立て屋が現れて、子供の親指を巨大なはさみで切り落としていく。
7. 「スープのカスパーの話」("Die Geschichte vom Suppen-Kaspar") - 元気でたくましい少年カスパーは、もう二度とスープは飲まないと言い出す。五日後に、カスパーは痩せ衰えて死ぬ。
8. 「落ち着きのないフィリップの話」"Die Geschichte vom Zappel-Philipp" - 夕食の席でじっと座っていられない男の子が、あやまって食事を全部床にぶちまけてしまい、彼の両親をひどくがっかりさせる。
9. 「上の空のハンスの話」(Die Geschichte von Hans Guck-in-die-Luft") - 歩く時に空ばかり見ている男の子の話。ある日、ハンスは川に落ちる。彼はすぐに助け出されたもの、彼の学用品は流されてしまう。
10. 「空飛ぶロベルトの話」("Die Geschichte vom fliegenden Robert") - 嵐の中を外に出かけた男の子の話。暴風が彼の雨傘をとらえて、見知らぬ土地へ彼ごと吹き飛ばしてしまう。ロベルトがどうなったのか、誰も知らない。

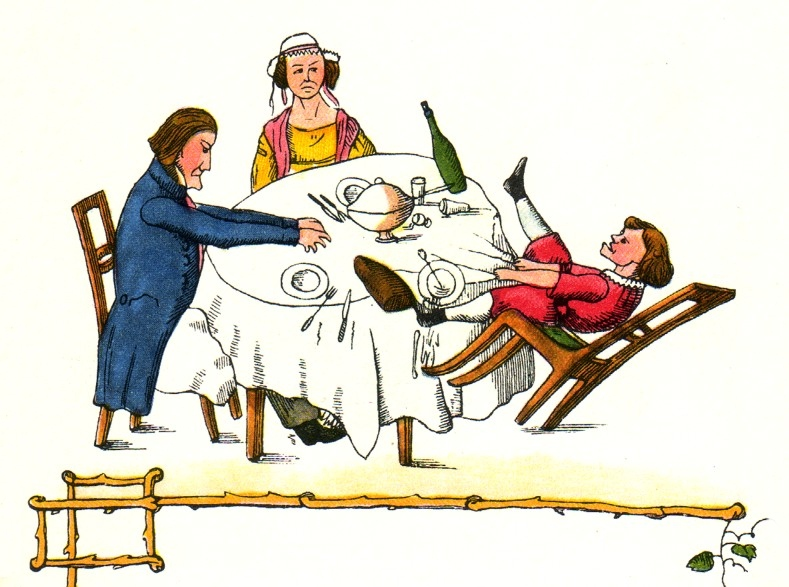
1845年の版による「落ち着きのないフィリップ」の挿絵

## 翻訳
1848年に発行された本書の英訳版では、「真っ黒な男の子達の話」に登場するニコラスは、「のっぽのアグリッパ(Tall Agrippa)」に改名されている。
同版では他にも原文からの改変が行われている。例えば、「乱暴な狩人の話」は「猟に出かけた男の話("The Story of the Man Who Went Out Shooting")」と改題されている。「マッチによる悲惨な話」（同版では「ハリエットとマッチの話 ("...Harriet and the Matches")」と改題）では、オリジナルのドイツ語版では「ミンツ(Minz)」と「マオンツ(Maunz)」と名付けられている猫たちに名前が与えられていない。更にこの版では、「スープのカスパーの話」は「絶対にスープを飲もうとしなかったオーガスタスの話("The Story of Augustus Who Would Not Have Any Soup")」に改題された。
日本では、本書は1936年に『ボウボウアタマ』の題で、伊藤庸二の訳で帝都書院から初めて翻訳出版された。

## 舞台化
『ショックヘッデッド・ピーター（Shockheaded Peter、SHP）』は、『もじゃもじゃペーター』に基づくミュージカルであり、ジュリアン・ブリーチ、アンソニー・ケアンズ、ジュリアン・クラウチ、グレーム・ギルモア、タムジン・グリフィン、ジョー・ポコック、フェリム・マクダーモット、マイケル・モリス、そしてザ・タイガー・リリーズ（マーティン・ジャック、エイドリアン・ヒュージ、エイドリアン・スタウト）らにより制作された。『SHP』はパントマイムと人形劇の要素を組み合わせた、この韻文のミュージカルバージョンである。基本的に歌詞は元詩のテキストを忠実になぞっているが、元詩よりもはるかに暗鬱な雰囲気を歌詞に与えているいくつかの顕著な相違点がある。元詩に登場する子供達は常に死ぬとは限らないが、ミュージカルでは全員が死ぬ事になる。リーズのウェスト・ヨークシャー・プレイハウスと西ロンドンのハンマースミス・リリックの依頼により、このミュージカルは1998年にリーズで初公演され、次にロンドン公演を行い、ワールドツアーを行った。
2006年8月に本書の新たな舞台化である『Struwwelpeter - In English!』が、第60回エジンバラ・フェスティバルで上演された。この舞台化では様々なマジックやパントマイム、フィジカル･シアター、ブラック・コメディを用いて、本書を再解釈した。このショーはチケット完売で終了し、2007年の再上演でもチケットを完売した。

## 精神医学的解釈
「もじゃもじゃ頭のペーター（シュトルッヴェルペーター）」を除いた他の物語、特に「落ち着きのないフィリップ（ツァッペルフィリップ）」と「上の空のハンス（ハンス・グック・イン・ディー・ルフト）」の話は、注意欠陥障害(ADD)の児童を描写した物語であると強く信じられている。ドイツ語ではしばしばADDは、「ツァッペルフィリップ症候群」と呼ばれる。

## 派生作品
- ドイツのフランクフルトには、もじゃもじゃペーターの名にちなんだシュトルッヴェルペーター劇場がある。またフランクフルトカード（公共交通機関の乗り放題カード）の1日券券面に、もじゃもじゃペーターの挿絵があしらわれている。
- 1941年にイギリスでDr.シュレックリッカイトの筆名により発表されたパロディ『シュトルッヴェルヒトラー("Struwwelhitler")』では、アドルフ・ヒトラーがもじゃもじゃペーターとして戯画化されている。
- ジャスパー・フォードの小説『The Fourth Bear』には、何かに怯えているような聞き分けの良い子供達の住む町が登場する。彼らは常にスープを飲み、火遊びはせず、親指をしゃぶらない。町の住民の何人かは、鋏を振り回す赤いズボンの狂人により、実際に親指を切断されている。
- アラン・ムーアはアメリカズ・ベスト・コミックスシリーズから出版された『トップ10』の作中で、ショックヘッデッド・ピートと名付けられた、頭部に電流を流す能力を持つ新人警官を登場させた。
- 1999年に、ペイガン・ロックバンドのインキュバス・サキュバスは、「シュトルッヴェルペーター」と題された曲を収録したアルバム『ワイルド』をリサレクション・レコードからリリースした。

## エピソード
ドイツ出身の作家ゼーバルトによると、小説家・劇作家・美術作家のペーター・ヴァイスの「晩年における奮闘を支えた力は、やはり幼年期に感じた、いまだに消えやらぬ懲罰への恐怖であった。怖ろしい幼年時代（とヴァイスは後年何度も強調する）を掘り返すなかで中心的な位置を占めるのは、グリム童話の木版画の挿絵であり、『もじゃもじゃペーター』の素朴で強烈な色彩の挿絵だった」。
ドイツ学術交流会の東京事務所長を務めたディールク・シュトゥッケンシュミット（1939-2020）は、1975年、日本の一般読者向けの著書『ドイツのフォークロア』において、『もじゃもじゃペーター』について次のように記している。「´´Der Struwwelpeter´´は、百年以上にわたり一貫して読まれつづけてきた。この本に含まれている多彩な絵物語は、現今の現実とは遠くかれ離れているし、また近・現代の教育者たちがこうした教育方法を激しく攻撃しているにもかかわらず、この本はドイツならどの本屋でも手に入るし、きわめて多くのドイツ人家庭の子供の手許に置かれている」。